# Аполлодор из Селевкии
Аполлодор из Селевкии (др.-греч. Ἀπολλόδωρος; был в расцвете ок. 150 г. до н. э.) — философ-стоик, ученик Диогена Вавилонского.
Написал множество руководств др.-греч. εισαγωγαι по стоицизму, включая по этике и физике, которые часто цитируются Диогеном Лаэртским.
Аполлодор известен описанием кинизма как «краткого пути к добродетели». Оценка кинизма, данная Диогеном Лаэртским и представляющая точку зрения стоиков, вероятно, основана на трудах Аполлодора, который был первым из стоиков, поддерживающим линию кинизма от Сократа к Зенону (Сократ — Антисфен — Диоген — Кратет Фиванский — Зенон Китийский).
Его книга по физике хорошо известна в древности, и комментировалась поздними стоиками. Также его цитировал Диоген Лаэртский, а Стобей описывал его взгляды на природу времени.